# BBC HD
BBC HD var en High Definition TV-kanal fra BBC som startet sine sendinger 1. december 2007. Kanalen sender kun programmer i High Definition (HD). Blandt programmene findes en del af det samme som bliver vist på for eksempel BBC One. Forskellen er at disse programmer sendes i HD på BBC HD. Kanalen viser også en række sportsudsendelser i HD, blandt andet Fodbold-EM 2008 og OL i Beijing. For at kunne tage kanalen må man have en forbindelse til kabel- eller satellit-tv.